# Bùi Hiển

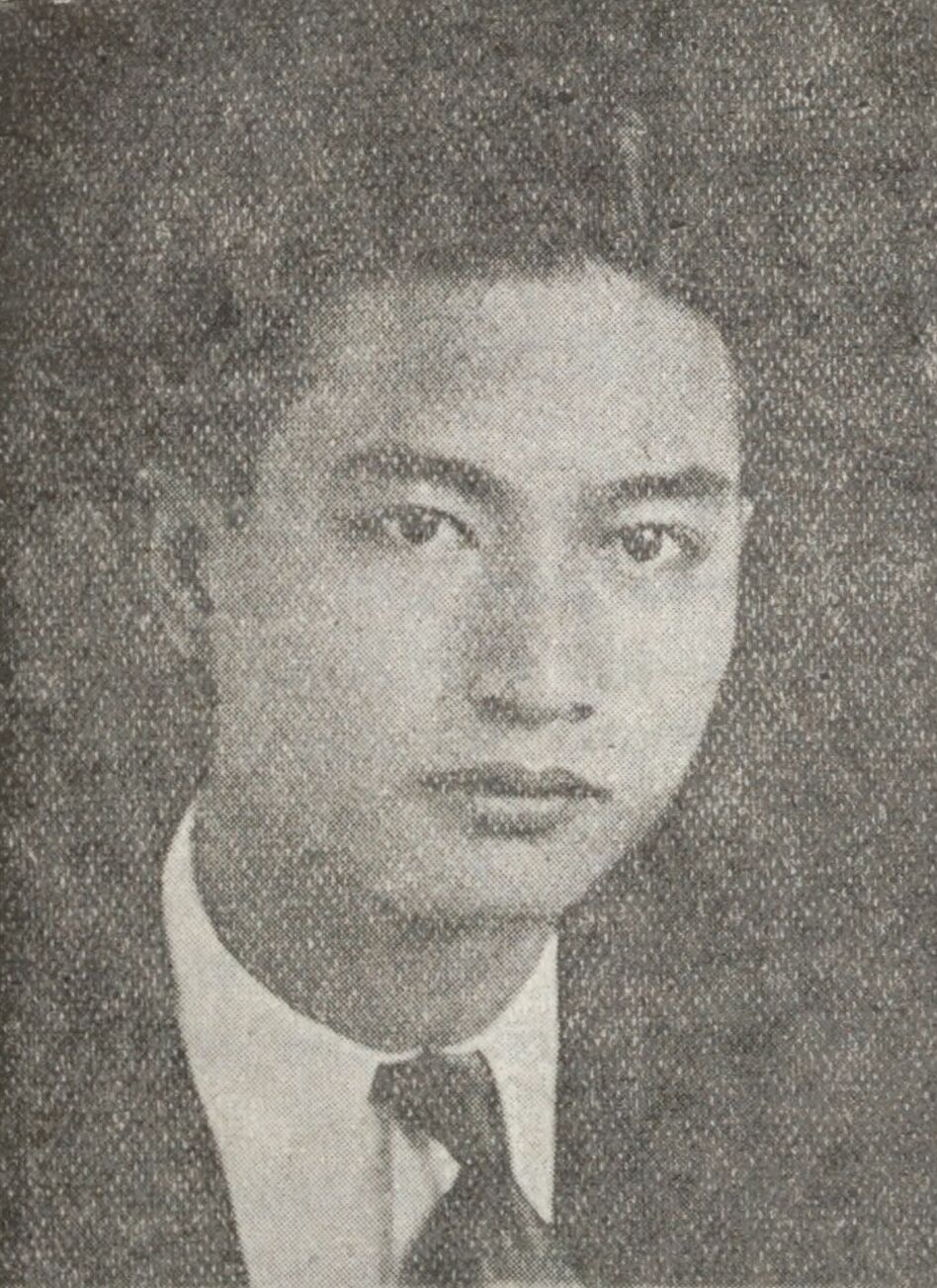
Bùi Hiển

Bùi Hiển (* 22. November 1919 in Phú Nghĩa Hạ; † 11. März 2009) war ein vietnamesischer Schriftsteller.

## Leben
Bùi Hiển wurde in Phú Nghĩa Hạ, einem Dorf in Zentralvietnam, geboren. Er betätigte sich früh als Schriftsteller und war auch während des Indochinakriegs im Kulturbereich tätig. Er verfasste viele Erzählungen und Kurzgeschichten.

## Werke (Auswahl)
- Nam va, Erzählungen, 1941
- Gap ge, Erzählungen, 1954
- Anh nat, Erzählungen, 1961
- Trong gie cat, Erzählungen, 1966
- Die Ernte, Kurzgeschichte, aus dem Französischen übersetzt von Wolfgang Günther